# Esther Tarcitano
Esther Tarcitano (São Paulo, 10 de outubro de 1928 — Rio de Janeiro, 10 de maio de 2011) foi uma atriz, vedete, cantora e apresentadora de TV brasileira.
Mudou-se para o Rio de Janeiro com sua mãe, Flora, ainda criança. Interessou-se pela carreira artística depois de aprender sapateado. Numa de suas apresentações, foi vista por Walter Pinto, que contratou o seu grupo para atuar no Teatro Recreio. Estreou em 1944, na revista Maria Gasogênio, ao lado de Dercy Gonçalves. Seguiram-se os espetáculos Momo na Fila (1944) e Bonde da Laite (1945).
A partir de 1950 trabalhou com Bibi Ferreira e fez shows com Caribé da Rocha no Copacabana Palace. Mas só se tornou protagonista em 1957, substituindo a vedete Siwa na revista Agora a Coisa Vai. A consagração veio em São Paulo, com o sucesso de Rumo a Brasília.
Tornou-se empresária teatral no fim da década de 1950, montando no Rio de Janeiro os espetáculos Mulher Só de Lambreta e Folias no Catete. Em 1960 gravou seu primeiro disco, com o samba Pau no burro (Álvaro Matos e Delfim Gonçalves) e a marcha de sua autoria Minha Cachaça.
A decadência do teatro de revista levou-a a investir mais na carreira de empresária. Na década de 1970, participou como jurada dos programas do Chacrinha. Trabalhou também no cinema, atuando em filmes como Tangarella, a Tanga de Cristal (1976), com Jô Soares.
Em 1989 mudou-se para os Estados Unidos, onde casou-se com o americano William Bender, em Las Vegas. Fez programas de rádio em português e espanhol. Ao voltar para o Brasil, comandou o programa Sábado Gigante é o Show, na Rádio Carioca. Foi também apresentadora da TV Comunitária do Rio de Janeiro.
Foi uma das vedetes homenageadas no último capítulo da novela Belíssima, na TV Globo.

## Discografia
- 1964 - O grosso/Marcha da alfavaca - Tiger
- 1963 - Ladrão de mulher - Palacete, 78rpm
- 1962 - Olha o Anastácio/Quem mandou - Guarani, 78rpm
- 1961 - Bandeirinha do neném
- 1960 - Pau no burro/Minha cachaça - Todamérica, 78rpm

## Filmografia
- 1946 - O Ébrio (figuração)[4]
- 1949 - Também Somos Irmãos[5]
- 1953 - Cais do Vício[6]
- 1976 - Tangarella, a Tanga de Cristal[7]
- 2004 - O Diabo a Quatro[8]